# Nacumi Haraová
Nacumi Haraová (japonsky 原 奈津美, * 18. srpna 1988) je bývalá japonská fotbalistka.

## Reprezentační kariéra
Za japonskou reprezentaci v roce 2005 odehrála 1 reprezentační utkání.

## Statistiky
| Japonsko | Japonsko | Japonsko |
| Roky     | Záp.     | Góly     |
| -------- | -------- | -------- |
| 2005     | 1        | 0        |
| Celkem   | 1        | 0        |